# Prix ActuSF de l’uchronie
Prix ActuSF de l’uchronie ist ein französischer Literatur- und Comicpreis, der seit 2011 für Werke aus dem Bereich der Uchronie, also auf einem alternativen Geschichtsverlauf basierender Literatur, verliehen wird. Der Preis wurde durch eine Initiative der Websites ActuSF und Uchronies.com ins Leben gerufen. Die Preisverleihung findet jährlich bei der französischen SF-Convention Les Rencontres de l’Imaginaire in Sèvres statt.
Er wird in drei Kategorien verliehen:
- Literatur (Essay und Belletristik)
- Grafisches Werk (Comic, Manga, grafische Erzählung)
- Spezialpreis (Verlage, Editionen, Ausstellungen etc.)

## Preisträger
Literatur
- 2011: Roland C. Wagner: Rêves de gloire
- 2012: Scott Westerfeld: Béhémoth
- 2013:  Sylvie Miller und Philippe Ward: Lasser, détective des dieux, Band 1 Un privé sur le Nil und Band 2 Mariage à l'égyptienne
- 2014: Christophe Lambert: Aucun homme n'est une île
- 2015: Jean-Luc Marcastel: Le Simulacre
- 2016: Estelle Faye: La voie des Oracles, Band 3, Aylus
- 2017: Jo Walton: Mes vrais enfants

Grafisches Werk
- 2011: Greg Broadmore: Victoire : Violence et aventures scientifiques
- 2012: Bruno Duhamel, Kris und Laurence Croix: Les Brigades du temps Band 1, 1492 – À l'Ouest, rien de nouveau
- 2013: WW 2.2 : L'Autre Deuxième Guerre mondiale (Comicserie)
- 2014: Richard D. Nolane und Vicenç Villagrasa Jovensà: Zeppelin's War, Band 1
- 2015: Alex Alice: Le Château des étoiles, Band 1
- 2016: Denis-Pierre Filippi und Silvio Cambini: Le Voyage extraordinaire, Band 4
- 2017: Kei Sanbe: Erased (Manga)

Spezialpreis
- 2011: Fred Blanchard, Jean-Pierre Pécau & Fred Duval: Jour J, erste Reihe (Comicserie)
- 2012: Ausstellung Futur antérieur, rétrofuturisme, Steampunk, Archeomodernisme, Galerie du jour, agnès b.
- 2013: Sylvain Meyniac und Jean-François Cros: Hier est un autre jour ! (Theaterstück)
- 2014: Verlag Kazé für die Herausgabe des Romans All You Need Is Kill von Hiroshi Sakurazaka und dessen Adaption als Manga
- 2015: Alex Scarrow: Time Riders (Jugendbuchreihe)
- 2016: Verlag Mnémos für die Ausgaben von La porte des mondes von Robert Silverberg und Lord Darcy von Randall Garrett
- 2017: Verlag Publie.Net und insbesondere Philippe Éthuin für ihre Arbeit und die Sammlung ArchéoSF

Ehrenpreis
- 2016: Brian Stableford